# パーソナリティ (競走馬)
パーソナリティ (Personality) とは、アメリカ合衆国生産のサラブレッドの競走馬、種牡馬。1970年のプリークネスステークスに優勝し、同年の年度代表馬・最優秀3歳牡馬に選出された。種牡馬としては、日本でホクトヘリオスらの父となった。

## 経歴

### 出生
ヘイルトゥリーズンを生産したビーバー・ジェイコブスステーブルの生産馬の一頭で、その経営者であったヒルシュ・ジェイコブス調教師に所有された馬である。母アフェクショネイトリーはヒルシュ管理のもとで短距離戦線で猛威を振るった馬で、後年殿堂入りを果たした名牝であった。ヒルシュは1970年に没するが、生前パーソナリティに期待をかけており、いつも財布に写真を入れていたという。また、馬の肖像画を多く制作してきた画家リチャード・ストーン・リーヴスにアフェクショネイトリーと、生後3か月のパーソナリティを描かせている。
パーソナリティはヒルシュ・ジェイコブスの妻エセルの馬主名義で競走馬となり、ヒルシュの息子ジョン・ジェイコブスが管理と調教を担当した。また、1970年の3歳シーズンになる前頃に、ジョン・ゲインズとJ・W・ハーネス、J・M・オリン、ジェームズ・ハウラハンらに権利の半分を売却している。

### 競走成績
パーソナリティは靭帯と種子骨に不安があり、2歳のうちはあまり多く使われなかった。3歳の春、パーソナリティはケンタッキーダービーの前哨戦のひとつであるウッドメモリアルステークスに出走した。同年のウッドメモリアルステークスは分割競走となり、パーソナリティはその14頭が走るなかの3番手に控えて道中を進み、直線に向いてから同じく先行していたサイレントスクリーンとの叩きあいをわずかな差で制して優勝、クラシック戦線に名乗りを上げた。
ケンタッキーダービーにおいてはエディ・ベルモンテを鞍上に迎え、同厩舎のハイエシュロンとカップリングで単勝4倍に支持されていた。ここでは優勝馬ダストコマンダーから大きく離され、見せ場なく8着に敗れている。しかし、ジェイコブスは3着に入ったハイエシュロンよりも、パーソナリティの可能性に期待を持っていた。
1970年のプリークネスステークス当日、ピムリコ競馬場は42,474人の観衆が詰めかけていた。レースでは、ゲートが開くとサイレントスクリーンが勢いよく飛び出すが、それをオーフュージとプレンティオールドの2頭が越して先頭に立ち、パーソナリティはそれらの後ろ5番手につけて前半を進んでいった。バックストレッチの中盤からサイレントスクリーンが先頭に立つと、パーソナリティもその後ろ2番手につける一方で、後方10番手にいた1番人気のマイダッドジョージが徐々に前に進んでいく展開になった。ダストコマンダーも7番手から3番手まで進出していたが、ここで力尽きて後退していった。残り1/8の標識のところでパーソナリティはサイレントスクリーンを捉えると、マイダッドジョージもそこに並び掛けてきた。そのまま最後の直線でパーソナリティとマイダッドジョージが叩きあいを演じ、クビ差でパーソナリティが栄冠を手にした。3着には3馬身離されたサイレントスクリーン、4着には2馬身差でハイエシュロンが入っている。
パーソナリティはプリークネスの2週間後にジャージーダービーに出走し、2着のコーンオフに1馬身半差をつけて楽勝、ベルモントステークスの弾みをつけた。しかし、ベルモントステークスの直前に感冒を発症したため、これを回避している。
夏のサラトガ競馬場開催では、まずジムダンディステークスに出走して、2着馬ロードをアタマ差下して優勝するが、トラヴァーズステークスではロードに敗れて4着に終わっている。
10月に迎えたウッドワードステークスは古馬との初の対戦で、さらに当時の牝馬戦線の強豪シュヴィーが参戦し、42,370人の観客を集めていた。レースではパーソナリティが先行し、最後の直線でハイドロジスト・トゥーガンダンという2頭の古馬とせり合い、写真判定の末に優勝を手にした。シュヴィーは不調で伸びずに終わっている。
パーソナリティは同年の18戦8勝の成績を収め、最優秀3歳牡馬に選出、さらにフォートマーシーとともに年度代表馬にも選出された。翌年も競走を続けているが、4歳時には6戦して2着2回程度で、これといった勝ち鞍は挙げられなかった。

## 競走成績
本節の出典：
※当時はグレード制未導入。
1969年（2歳）- 1戦0勝  0ドル
特になし
1970年（3歳）- 18戦8勝  444,049ドル
ウッドメモリアルステークス、プリークネスステークス、ジャージーダービー、ジムダンディステークス、ウッドワードステークス
1971年（4歳）- 6戦0勝  18,554ドル
特になし

### 表彰
- 1970年 - 最優秀3歳牡馬
- 1970年 - 年度代表馬 (TRA選出)

## 種牡馬入り後
1972年より、ケンタッキー州のゲインズウェイファームで種牡馬となった。その成績は芳しくなく、アメリカのジョッキークラブの調査では、313頭の産駒中114頭（36.4%）が勝ち上がり、うち15頭（4.8%）がステークス競走勝ち馬となったとある。1979年1月に日本へ輸出され、北海道浦河町の谷川牧場に繋養された。その後1990年11月20日に死亡した。
日本におけるパーソナリティの代表産駒に、中山記念などに勝ったホクトヘリオス（1984年生、母ホクトヒショウ）、ローズステークスに勝ったカツノジョオー（1987年生、母カシワジョオー）などがいる。ホクトヘリオスは種牡馬となったが、後継種牡馬を出すことはできずサイアーラインをつなぐことはできなかった。そのほか、母の父としての代表産駒にカナダの年度代表馬となったイズヴェスティアがいる。

### 主な産駒
- エリモターン（京都大障害（春））
- ホクトヘリオス（函館3歳ステークス、京成杯3歳S、京王杯オータムハンデキャップ、中山記念、東京新聞杯）[15]
- メモリーバイス（新潟大賞典）[16]
- カツノジョオー（ローズステークス）[17]

### ブルードメアサイアーとしての産駒
- Izvestia / イズヴェスティア（カナダ年度代表馬）[18]
- ジャニス（府中牝馬ステークス）[19]
- ハシノケンシロウ（福島記念、カブトヤマ記念、新潟大賞典）[20]

## 血統表
| パーソナリティの血統          | パーソナリティの血統                                                                                    | パーソナリティの血統                                                                                    | （血統表の出典）                                                                                        | （血統表の出典） |
| 父系                          | ターントゥ系                                                                                            | ターントゥ系                                                                                            | ターントゥ系                                                                                            | [ § 2 ]          |
| 父 Hail to Reason 黒鹿毛 1958 | 父の父Turn-to 鹿毛 1951                                                                                 | Royal Charger                                                                                           | Nearco                                                                                                  | Nearco           |
| 父 Hail to Reason 黒鹿毛 1958 | 父の父Turn-to 鹿毛 1951                                                                                 | Royal Charger                                                                                           | Sun Princess                                                                                            |                  |
| 父 Hail to Reason 黒鹿毛 1958 | 父の父Turn-to 鹿毛 1951                                                                                 | Source Sucree                                                                                           | Admiral Drake                                                                                           | Admiral Drake    |
| 父 Hail to Reason 黒鹿毛 1958 | 父の父Turn-to 鹿毛 1951                                                                                 | Source Sucree                                                                                           | Lavendula                                                                                               |                  |
| 父 Hail to Reason 黒鹿毛 1958 | 父の母Nothirdchance 鹿毛 1948                                                                           | Blue Swords                                                                                             | Blue Larkspur                                                                                           | Blue Larkspur    |
| 父 Hail to Reason 黒鹿毛 1958 | 父の母Nothirdchance 鹿毛 1948                                                                           | Blue Swords                                                                                             | Flaming Swords                                                                                          |                  |
| 父 Hail to Reason 黒鹿毛 1958 | 父の母Nothirdchance 鹿毛 1948                                                                           | Galla Colors                                                                                            | Sir Gallahad                                                                                            | Sir Gallahad     |
| 父 Hail to Reason 黒鹿毛 1958 | 父の母Nothirdchance 鹿毛 1948                                                                           | Galla Colors                                                                                            | Rouge et Noir                                                                                           |                  |
| 母 Affectionately 黒鹿毛 1960 | 母の父Swaps 栗毛 1952                                                                                   | Khaled                                                                                                  | Hyperion                                                                                                | Hyperion         |
| 母 Affectionately 黒鹿毛 1960 | 母の父Swaps 栗毛 1952                                                                                   | Khaled                                                                                                  | Eclair                                                                                                  |                  |
| 母 Affectionately 黒鹿毛 1960 | 母の父Swaps 栗毛 1952                                                                                   | Iron Reward                                                                                             | Beau Pere                                                                                               | Beau Pere        |
| 母 Affectionately 黒鹿毛 1960 | 母の父Swaps 栗毛 1952                                                                                   | Iron Reward                                                                                             | Iron Maiden                                                                                             |                  |
| 母 Affectionately 黒鹿毛 1960 | 母の母Searching 鹿毛 1952                                                                               | War Admiral                                                                                             | Man o' War                                                                                              | Man o' War       |
| 母 Affectionately 黒鹿毛 1960 | 母の母Searching 鹿毛 1952                                                                               | War Admiral                                                                                             | Brushup                                                                                                 |                  |
| 母 Affectionately 黒鹿毛 1960 | 母の母Searching 鹿毛 1952                                                                               | Big Hurry                                                                                               | Black Toney                                                                                             | Black Toney      |
| 母 Affectionately 黒鹿毛 1960 | 母の母Searching 鹿毛 1952                                                                               | Big Hurry                                                                                               | La Troienne                                                                                             |                  |
| 母系(F-No.)                   | (FN:1-s (1-x))                                                                                          | (FN:1-s (1-x))                                                                                          | (FN:1-s (1-x))                                                                                          | [ § 3 ]          |
| 5代内の近親交配               | War Admiral 3×5=15.63%、Man o' War 4×5=9.38%、Pharos 5×5=6.25%、Plucky Liege 5×5=6.25%、Teddy 5×5=6.25% | War Admiral 3×5=15.63%、Man o' War 4×5=9.38%、Pharos 5×5=6.25%、Plucky Liege 5×5=6.25%、Teddy 5×5=6.25% | War Admiral 3×5=15.63%、Man o' War 4×5=9.38%、Pharos 5×5=6.25%、Plucky Liege 5×5=6.25%、Teddy 5×5=6.25% | [ § 4 ]          |
| 出典                          | 1. 2. 3. 4.                                                                                             | 1. 2. 3. 4.                                                                                             | 1. 2. 3. 4.                                                                                             | 1. 2. 3. 4.      |